# Onychodactylinae
Onychodactylinae – monotypowa podrodzina płazów ogoniastych z rodziny kątozębnych (Hynobiidae).

## Zasięg występowania
Podrodzina obejmuje gatunki występujące od południowego Dalekiego Wschodu Rosji i okolicznych rejonów Chin do Wŏnsan w Korei i gór na Honsiu i Sikoku w Japonii.

## Systematyka

### Etymologia
- Onychodactylus: gr. ονυξ onux, ονυχος onukhos „pazur”; δακτυλος daktulos „palec u nogi”[8].
- Dactylonyx: gr. δακτυλος daktulos „palec u nogi”; ονυξ onux, ονυχος onukhos „pazur”[8].
- Onychopus: gr. ονυξ onux, ονυχος onukhos „pazur”; πους pous, ποδος podos – stopa[8]. Nazwa zastępcza dla Onychodactylus.
- Geomolge: gr. γεω- geō- „ziemny-”, od γη gē „ziemia”; niem. Molge „rodzaj traszki lub salamandry”. Gatunek typowy: Geomolge fischeri Boulenger, 1886.

### Podział systematyczny
Takson siostrzany dla Hynobiinae. Do podrodziny należy jeden rodzaj z dwunastoma gatunkami.
- Onychodactylus fischeri (Boulenger, 1886) – pazurzec ussuryjski[11]
- Onychodactylus fuscus[12] Yoshikawa & Matsui, 2014
- Onychodactylus intermedius[13] Yoshikawa & Matsui, 2014
- Onychodactylus japonicus (Houttuyn, 1782)
- Onychodactylus kinneburi Yoshikawa, Matsui, Tanabe & Okayama, 2013
- Onychodactylus koreanus Min, Poyarkov & Vieites, 2012
- Onychodactylus nipponoborealis Kuro-o, Poyarkov & Vieites, 2012
- Onychodactylus pyrrhonotus Yoshikawa & Matsui, 2022
- Onychodactylus sillanus Min, Borzée & Poyarkov, 2022
- Onychodactylus tsukubaensis Yoshikawa & Matsui, 2013
- Onychodactylus zhangyapingi Che, Poyarkov & Yan, 2012
- Onychodactylus zhaoermii Che, Poyarkov & Yan, 2012